# Critérium du Dauphiné Libéré 2004
De 56e editie van de Franse wielerwedstrijd Dauphiné Libéré werd gehouden van 6 juni tot en met 13 juni 2004 in Frankrijk. Dit jaar reden de renners van Megève naar Grenoble. 

## Etappe-overzicht
| etappe  | datum   | start         | finish        | afstand | winnaar                | klassementsleider      |
| ------- | ------- | ------------- | ------------- | ------- | ---------------------- | ---------------------- |
| Proloog | 6 juni  | Megève        | Megève        | 5,4 km  | Iban Mayo              | Iban Mayo              |
| 1e      | 7 juni  | Megève        | Bron          | 231 km  | Thor Hushovd           | Iban Mayo              |
| 2e      | 8 juni  | Bron          | Saint-Étienne | 181 km  | José Enrique Gutiérrez | José Enrique Gutiérrez |
| 3e      | 9 juni  | Saint-Étienne | Aubenas       | 180 km  | Nicolas Portal         | José Enrique Gutiérrez |
| 4e      | 10 juni | Bédoin        | Mont Ventoux  | 21,6 km | Iban Mayo              | Iban Mayo              |
| 5e      | 11 juni | Bollène       | Sisteron      | 149 km  | Stuart O'Grady         | Iban Mayo              |
| 6e      | 12 juni | Gap           | Grenoble      | 144 km  | Michael Rasmussen      | Iban Mayo              |
| 7e      | 13 juni | Grenoble      | Grenoble      | 200 km  | Stuart O'Grady         | Iban Mayo              |

## Eindklassementen
| Plaats    | Naam                   | Ploeg                  | Tijd      |
| --------- | ---------------------- | ---------------------- | --------- |
| Gele trui | Iban Mayo              | Euskaltel-Euskadi      | 29u27'15" |
| 2         | Tyler Hamilton         | Phonak Hearing Systems | +00' 36"  |
| 3         | Óscar Sevilla          | Phonak Hearing Systems | +01' 14"  |
| 4         | Lance Armstrong        | US Postal              | +02' 00"  |
| 5         | Juan Miguel Mercado    | Quick.Step-Davitamon   | +01' 02"  |
| 6         | José Enrique Gutiérrez | Phonak Hearing Systems | +02' 36"  |
| 7         | Michael Rasmussen      | Rabobank               | +02' 39"  |
| 8         | Levi Leipheimer        | Rabobank               | +03' 33"  |
| 9         | Óscar Pereiro          | Phonak Hearing Systems | +03' 38"  |
| 10        | Iñigo Landaluze        | Euskaltel-Euskadi      | +04' 02"  |
|           |                        |                        |           |
| 58        | Marc Lotz              | Rabobank               | +42' 40"  |
| 68        | Kevin De Weert         | Rabobank               | +54' 10"  |

| Plaats      | Naam                   | Ploeg                  | Punten |
| ----------- | ---------------------- | ---------------------- | ------ |
| Groene trui | Stuart O'Grady         | Cofidis                | 111    |
| 2           | José Enrique Gutiérrez | Phonak Hearing Systems | 80     |
| 3           | Iban Mayo              | Euskaltel-Euskadi      | 60     |

| Plaats        | Naam                   | Ploeg                  | Punten |
| ------------- | ---------------------- | ---------------------- | ------ |
| Bolletjestrui | Michael Rasmussen      | Rabobank               | 99     |
| 2             | José Enrique Gutiérrez | Phonak Hearing Systems | 86     |
| 3             | Iban Mayo              | Euskaltel-Euskadi      | 59     |

| Plaats      | Naam                   | Ploeg                  | Punten |
| ----------- | ---------------------- | ---------------------- | ------ |
| Oranje trui | José Enrique Gutiérrez | Phonak Hearing Systems | 186    |
| 2           | Stuart O'Grady         | Cofidis                | 165    |
| 3           | Michael Rasmussen      | Rabobank               | 163    |

| Plaats | Ploeg                  | Tijd      |
| ------ | ---------------------- | --------- |
|        | Phonak Hearing Systems | 88u22'12" |
| 2      | US Postal              | +02' 47"  |
| 3      | Euskaltel-Euskadi      | +08' 26"  |

1947 · 1948 · 1949 · 1950 · 1951 · 1952 · 1953 · 1954 · 1955 · 1956 · 1957 · 1958 · 1959 · 1960 · 1961 · 1962 · 1963 · 1964 · 1965 · 1966 · 1967 · 1968 · 1969 · 1970 · 1971 · 1972 · 1973 · 1974 · 1975 · 1976 · 1977 · 1978 · 1979 · 1980 · 1981 · 1982 · 1983 · 1984 · 1985 · 1986 · 1987 · 1988 · 1989 · 1990 · 1991 · 1992 · 1993 · 1994 · 1995 · 1996 · 1997 · 1998 · 1999 · 2000 · 2001 · 2002 · 2003 · 2004 · 2005 · 2006 · 2007 · 2008 · 2009 · 2010 · 2011 · 2012 · 2013 · 2014 · 2015 · 2016 · 2017 · 2018 · 2019 · 2020 · 2021 · 2022 · 2023 · 2024